# Gongylocarpus fruticulosus
Gongylocarpus fruticulosus är en dunörtsväxtart som beskrevs av Brandeg.. Gongylocarpus fruticulosus ingår i släktet Gongylocarpus och familjen dunörtsväxter. Inga underarter finns listade i Catalogue of Life.